# Санта-Роза-ду-Пурус

Санта-Роза-ду-Пурус на карте штата.

Санта-Роза-ду-Пурус (порт. Santa Rosa do Purus) — муниципалитет в Бразилии, входит в штат Акри. Составная часть мезорегиона Вали-ду-Акри. Входит в экономико-статистический микрорегион Сена-Мадурейра. Население составляет 4691 человек на 2010 год. Занимает площадь 6145,611 км². Плотность населения — 0,76 чел./км².

## Демография
Согласно сведениям, собранным в ходе переписи 2010 г. Национальным институтом географии и статистики (IBGE), население муниципалитета составляет:
| Полное население                               | Полное население                               | Полное население                               | Полное население                               | 4691  |
| ---------------------------------------------- | ---------------------------------------------- | ---------------------------------------------- | ---------------------------------------------- | ----- |
| в том числе:                                   | Городское население                            | 1892                                           | Процент городского населения, %                | 40,33 |
|                                                | Сельское население                             | 2799                                           | Процент сельского населения, %                 | 59,67 |
|                                                | Мужское население                              | 2406                                           | Процент мужского населения, %                  | 51,29 |
|                                                | Женское население                              | 2285                                           | Процент женского населения, %                  | 48,71 |
| Плотность населения, чел/км²                   | Плотность населения, чел/км²                   | Плотность населения, чел/км²                   | Плотность населения, чел/км²                   | 0,76  |
| Население муниципалитета в % к населению штата | Население муниципалитета в % к населению штата | Население муниципалитета в % к населению штата | Население муниципалитета в % к населению штата | 0,64  |

По данным оценки 2015 года, население муниципалитета составляет 5809 жителей.

## Важнейшие населенные пункты
| № | Населённый пункт    | Населённый пункт (порт.) | Категория | Население чел. (2010) | На карте                       |
| - | ------------------- | ------------------------ | --------- | --------------------- | ------------------------------ |
| 1 | Санта-Роза-ду-Пурус | Santa Rosa do Purus      | город     | 1892                  | 9°26′06″ ю. ш. 70°29′34″ з. д. |

## Статистика
- Валовой внутренний продукт на 2005 год составляет 15 321 066 реалов (данные: Бразильский институт географии и статистики).
- Валовой внутренний продукт на душу населения на 2005 год составляет 4512,83 реалов (данные: Бразильский институт географии и статистики).
- Индекс развития человеческого потенциала на 2000 год составляет 0,525 (данные: Программа развития ООН).